# Tibetaans wigstaarthoen
Het Tibetaans wigstaarthoen (Tetraophasis obscurus) is een vogel uit de familie fazantachtigen (Phasianidae). De wetenschappelijke naam van de soort is voor het eerst geldig gepubliceerd in 1869 door Verreaux.

## Voorkomen
De soort is endemisch in het westen van China.

## Beschermingsstatus
Op de Rode Lijst van de IUCN heeft de soort de status niet bedreigd.